# Андреас Відгельцль
Андреас Віндгельцль  (нім. Andreas Widhölzl; нар. 14 жовтня 1976) — австрійський стрибун з трампліна, олімпійський чемпіон.

## Виступи на Олімпіадах
| Олімпіада           | Дисципліна             | Місце |
| ------------------- | ---------------------- | ----- |
| Нагано 1998         | інд., норм. трамплін   | 3     |
| Нагано 1998         | інд., великий трамплін | 4     |
| Нагано 1998         | ком., великий трамплін | 3     |
| Солт-Лейк-Сіті 2002 | інд., норм. трамплін   | 24    |
| Солт-Лейк-Сіті 2002 | інд., великий трамплін | 21    |
| Солт-Лейк-Сіті 2002 | ком., великий трамплін | 4     |
| Турин 2006          | інд., норм. трамплін   | 17    |
| Турин 2006          | інд., великий трамплін | 21    |
| Турин 2006          | ком., великий трамплін | 1     |